# Moschea dei Marinai
La moschea dei marinai (in montenegrino cirillico: Морнарска џамија; in albanese Xhamia e Marinarëve) è una moschea ottomana di Dulcigno, in Montenegro.

## Storia e descrizione
La prima moschea venne eretta nel XV secolo dai mercanti e marinai mori che erano soliti sbarcare nella cittadina balcanica durante i loro viaggi. La moschea venne completamente ricostruita da Ibrahim Bushati di Scutari, come segno di riconoscenza per essere sopravvissuto in una battaglia contro i Montenegrini. La moschea venne dedicata dal suo fondatore ai marinai che avevano fatto la fortuna della sua famiglia. Oltre all'edificio di culto, venne realizzata all'interno del complesso una scuola e un ricovero per i viaggiatori e per i poveri.
Nel 1931 la moschea venne abbattuta dalle autorità militari iugoslave. Nel 2012 l'edificio venne ricostruito per volontà di un investitore privato turco, delle autorità municipali di Dulcigno e della comunità islamica locale.